# Želechovice
Želechovice (in tedesco Selechowiz) è un comune della Repubblica Ceca facente parte del distretto di Olomouc, nella regione di Olomouc.